# Zespół Nethertona
Zespół Nethertona (ang. Netherton syndrome, NETH) – rzadka genetycznie uwarunkowana dermatoza objawiająca się pierwotnym niedoborem odporności.

Choroba dziedziczona jest autosomalnie recesywnie i częściej występuje u dziewczynek.
Zespół Nethertona wywołany jest mutacjami w genie SPINK5 kodującym inhibitor proteazy serynowej LEKTI. Charakterystyczne cechy fenotypowe pacjentów z tym zespołem to: trichorrhexis invaginata (łamliwe włosy o nieprawidłowej budowie, opisywanej jako „łodyga bambusa”), w okresie wczesnodziecięcym erytrodermia ze złuszczaniem naskórka, a później wrodzona rybia łuska linijna okrążająca (ichtyosis linearis circumflexa) i atopia (alergie, astma, enteropatia z atrofią kosmków jelitowych). Dzieci w okresie niemowlęcym wykazują niechęć do ssania i słabo rosną.
Zaburzenia patologiczne:
- zaburzenie dojrzewania limfocytów T i B
- zaburzenia różnicowania keratynocytów

Zespół został opisany po raz pierwszy w 1958 roku przez Nethertona.